# 135th Street (stacja metra na Lenox Avenue Line)
149th Street – Grand Concourse – stacja metra nowojorskiego na linii 2 i 3. Znajduje się w dzielnicy Manhattan w Nowym Jorku i zlokalizowana jest pomiędzy stacjami 149th Street – Grand Concourse, 145th Street i 125th Street. Została otwarta 23 listopada 1904.